# Epiacanthus
Epiacanthus — рід цикадок із ряду клопів.

## Опис
Цикадки довжиною близько 7—8 мм. Стрункі, зелені, з чорними плямами біля переднього краю тімені. Тім'я трикутне, виступає вперед. Для СРСР вказувався 1 вид.
- Epiacanthus stramineus Motsch. — Приморський край, Сахалінська область, Південні Курильські острови, Корея, Японія.